# Trafic (film, 1971)
Ne pas confondre avec le film de Steven Soderbergh nommé Traffic
Pour les articles homonymes, voir Trafic.
Pour l’article ayant un titre homophone, voir Traffic.
Pour plus de détails, voir Fiche technique et Distribution.
Trafic est un film français réalisé par Jacques Tati, tourné entre 1969 et 1971, sorti en 1971.

## Synopsis

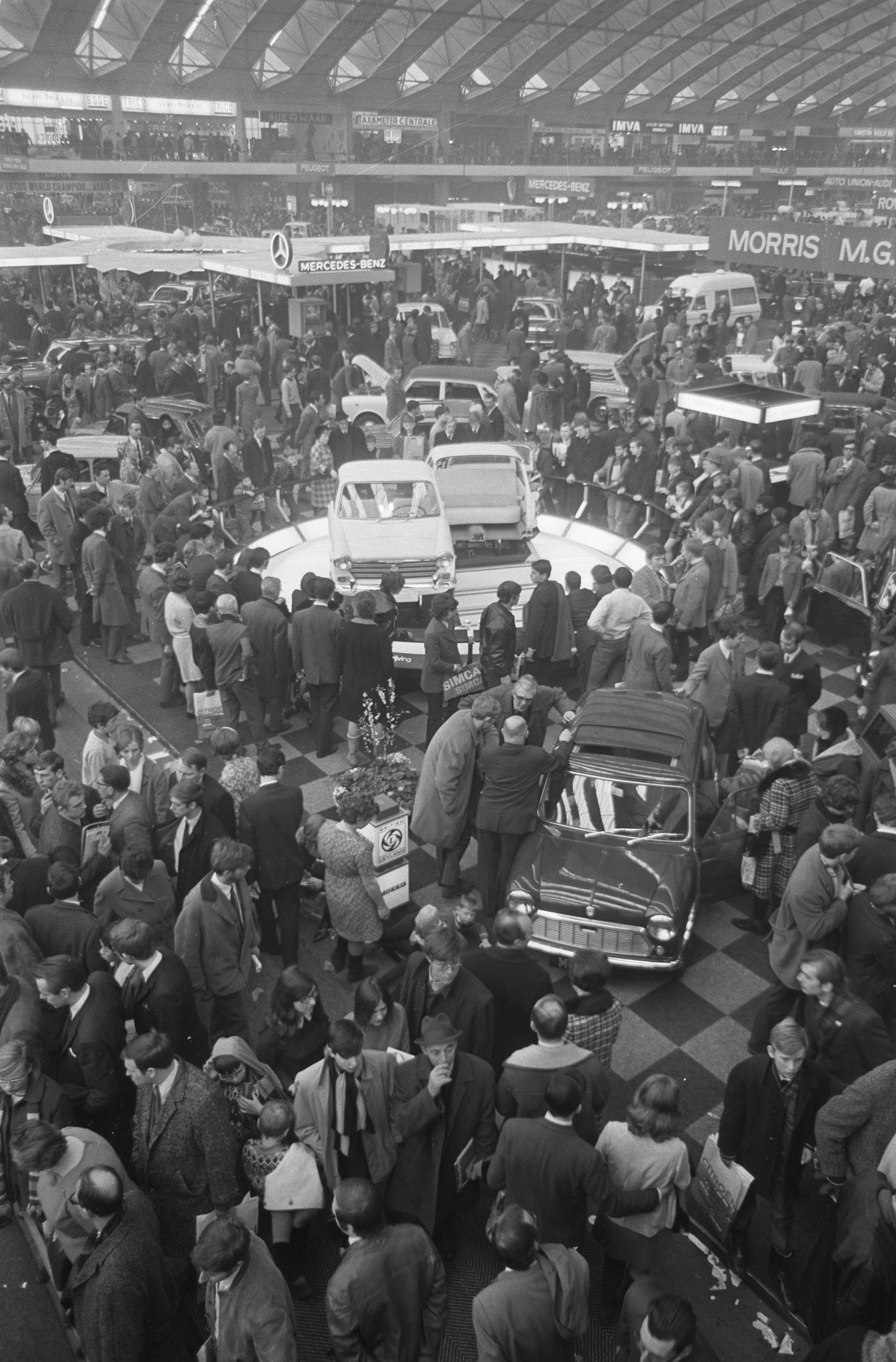
Le salon automobile d'Amsterdam, en février 1969, où est présentée (centre du cliché) une Austin/Morris coupée en deux dans le sens de la largeur, pour en montrer l'intérieur. L'année suivante des scènes de Trafic sont tournées en ce lieu : d'autres véhicules scindés en deux (dont un du même constructeur) y apparaissent, cette fois coupés dans le sens de la longueur, objets de séquences-gag.

Monsieur Hulot est dessinateur chez Altra, petite société parisienne de fabrication automobile. Il est chargé d'assurer le convoyage d'une Renault 4L aménagée en voiture de camping révolutionnaire de son invention, dotée de nombreux gadgets, pour une présentation au salon automobile d'Amsterdam. Maria, chargée des relations publiques d'Altra, très inquiète d'un retard initial, déchaîne, par ses initiatives, une série de contretemps et de catastrophes.

## Commentaire
Tati ayant été ruiné par l'échec de Playtime, ce film est rendu possible grâce au soutien financier d'Alec Wildenstein, qui fait, en contrepartie, attribuer le premier rôle féminin à Maria Kimberly (en), sa compagne d'alors[réf. souhaitée]. C'est aussi l'unique film de Jacques Tati où le scénario initial dessine une intrigue avec un objectif précis à atteindre, du moins, en apparence.
Les extérieurs de l'atelier d'Altra ont été tournés au 68, boulevard Bourdon à Neuilly-sur-Seine.
Jacques Tati partage une anecdote au sujet de Trafic : « Avant de faire le film, j'étais resté un dimanche matin pendant deux heures sur un petit pont de l'autoroute de l'ouest. J'ai vu partir tous ces Parisiens qui allaient à la campagne. Et pendant ces deux heures, je n'ai pas vu un seul conducteur sourire. Pour un dimanche matin, dans le fond, c'est tout de même assez grave ! »

## Fiche technique
- Titre : Trafic
- Réalisation : Jacques Tati
- Assistants réalisateurs : Marie-France Siegler, Roberto Giandalia, Alain Fayner
- Scénario : Jacques Tati, avec la collaboration de Jacques Lagrange et Bert Haanstra
- Image : Edward Van den Enden et Marcel Weiss
- Musique : Charles Dumont
- Son : Ed Pelster, Alain Curvelier
- Costumes : Jacques Esterel
- Décors : Adrien de Rooy
- Lettrages générique et affiche : Lalande-Courbet
- Montage : Sophie Tatischeff, Maurice Laumain et Jacques Tati (non crédité)
- Production : Robert Dorfmann, Les Films Corona, Les Films Gibé, Selenia Cinematografica (Rome)
- Sociétés de distribution : Les Films Corona (France), Columbia Pictures (USA)
- Format : 35 mm, couleur, Ratio:1,37:1
- Durée : 92 minutes
- Sortie France : 16 avril 1971
- Affiche : René Ferracci (France)

## Distribution
- Jacques Tati : monsieur Hulot
- Maria Kimberly (en) : Maria, l'attachée de presse
- Marcel Fraval : Marcel, le camionneur
- Honoré Bostel : Le directeur d'Altra
- François Maisongrosse : Le vendeur d'Altra
- Tony Kneppers : Le garagiste hollandais
- Franco Ressel
- Marco Zuanelli : un mécanicien